# ATC-kod S02: Medel vid öronsjukdomar
ATC-kod S02: Medel vid öronsjukdomar är en del av klassificeringssystemet ATC (Anatomical Therapeutic Chemical Classification System) för läkemedel och vissa andra medicinska produkter. ATC utvecklas av WHO och består av alfanumeriska koder indelade i grupper utifrån anatomi, medicinsk funktion och läkemedelstyp på 5 olika kodnivåer. Denna sida utgör innehållet i en specifik grupp på nivå 2.

## S02AAntiinfektiva

### S02AA Antiinfektiva
S02AA01 Kloramfenikol
S02AA02 Nitrofural
S02AA03 Borsyra
S02AA04 Aluminiumacetotartrat
S02AA05 Kliokinol
S02AA06 Väteperoxid
S02AA07 Neomycin
S02AA08 Tetracyklin
S02AA09 Klorhexidin
S02AA10 Ättiksyra
S02AA11 Polymyxin B
S02AA12 Rifamycin
S02AA13 Mikonazol
S02AA14 Gentamicin
S02AA15 Ciprofloxacin
S02AA30 Kombinationer

## S02BGlukokortikoider

### S02BA Glukokortikoider
S02BA01 Hydrokortison
S02BA03 Prednisolon
S02BA06 Dexametason
S02BA07 Betametason

## S02CGlukokortikoideri kombination medantiinfektiva

### S02CA Glukokortikoider i kombination med antiinfektiva
S02CA01 Prednisolon och antiinfektiva
S02CA02 Flumetason och antiinfektiva
S02CA03 Hydrokortison och antiinfektiva
S02CA04 Triamcinolon och antiinfektiva
S02CA05 Fluocinolonacetonid och antiinfektiva
S02CA06 Dexametason och antiinfektiva
S02CA07 Fludrokortison och antiinfektiva

## S02D Övriga medel vidöronsjukdomar

### S02DAAnalgetikaochanestetika
S02DA01 Lidokain
S02DA02 Kokain
S02DA30 Kombinationer

### Engelska
- WHO Collaborating Centre for Drug Statistics Methodology - ATC Index
- WHO Collaborating Centre for Drug Statistics Methodology - ATCvet Index

### Svenska
- SIL online
- FASS.se - ATC
- FASS.se - Veterinär-ATC
- Sök läkemedelsfakta - Läkemedelsverket
- Socialstyrelsen : Klassifikationer
- Nationellt produktregister för läkemedel - NPL